# Trajano de Moraes
Trajano de Moraes – miasto i gmina w Brazylii, w stanie Rio de Janeiro. Znajduje się w mezoregionie Centro Fluminense i mikroregionie Santa Maria Madalena.